# Rød herregård

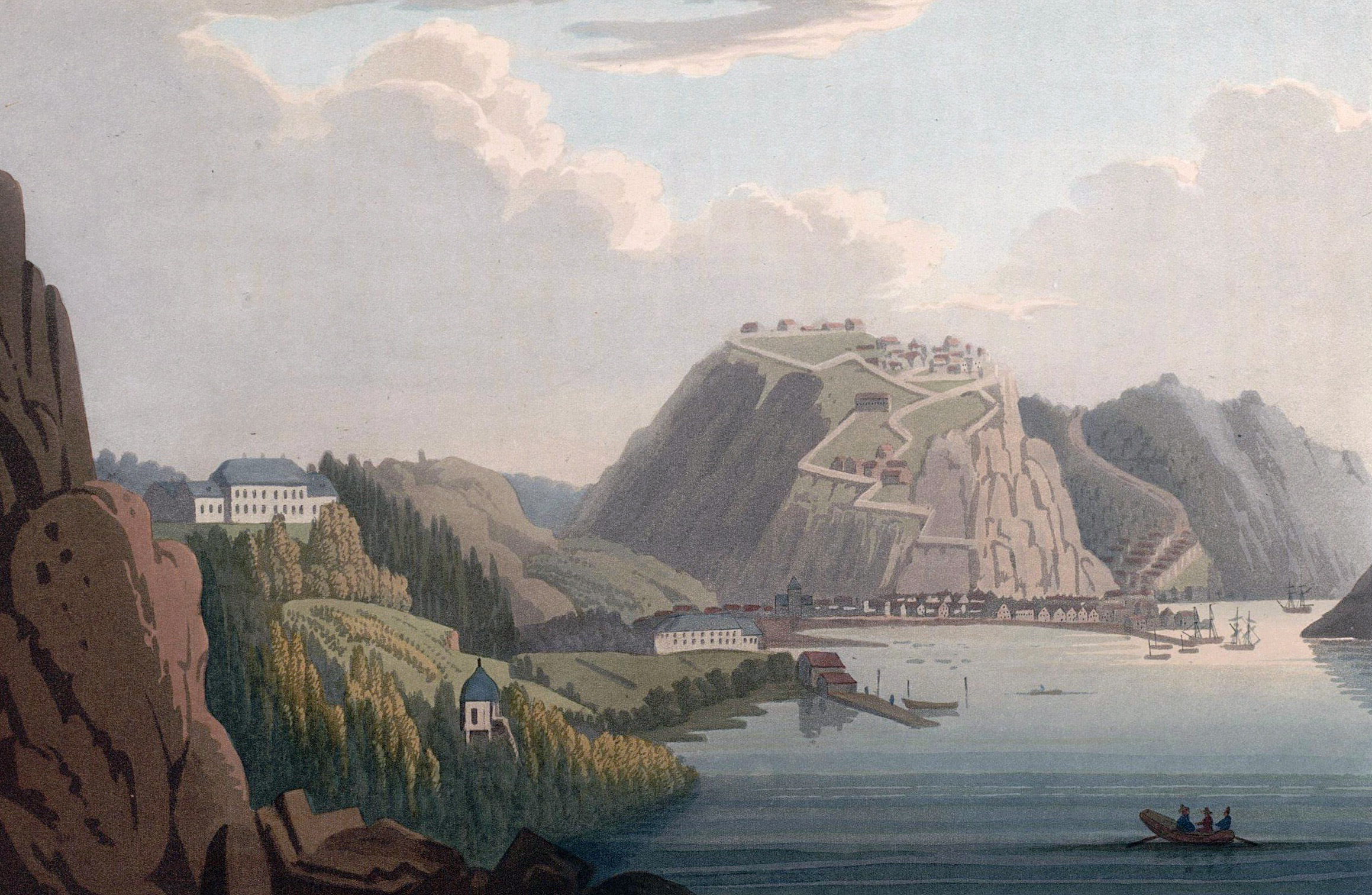
Fredrikshald med Rød herregård, trädgården och sockerraffinaderiet vid vattnet, cirka 1800.

Rød herregård är en herrgård med anor från 1600-talet i Halden i Norge. 
Den ligger på ett område som tidigare tillhörde gården Herrebrøden och byggdes som sommarvilla för förmögna familjer från Halden.
År 1733 övertogs Rød herregård av den danska släkten Tank, som var virkeshandlare och entreprenörer. De byggde bland annat ett sockerraffinaderi på platsen omkring 1750. När statsrådet Carsten Tank blev insolvent 1829 övertogs godset av svärsonen Peter M. Anker och familjen Anker bodde på Rød tills den sista ägaren Nils Anker dog 1956. Han var ogift och barnlös, så herrgården ärvdes av hans halvbröder Ole och Fritz Anker Rasch. I december 1961 bildade de två stiftelser som godset respektive samlingarna skänktes till. Stiftelserna förvaltas av Østfoldmuseene. Rød Herregård kulturskyddades 18 april 1923 av Riksantikvaren.

## Byggnaden
Huvudbyggnadens äldsta delar är troligen från 1600-talet men den utvidgades och byggdes om under 1700-talet. År 1863 uppfördes en trädgårdssalong  efter ritningar av arkitekterna Heinrich Ernst Schirmer och Wilhelm von Hanno. Västra flygeln byggdes 1875 efter ritningar av arkitekt Henrik Thrap-Meyer och 1902–1903 byggdes ny matsal och hall i huvudbyggnaden.

## Trädgården

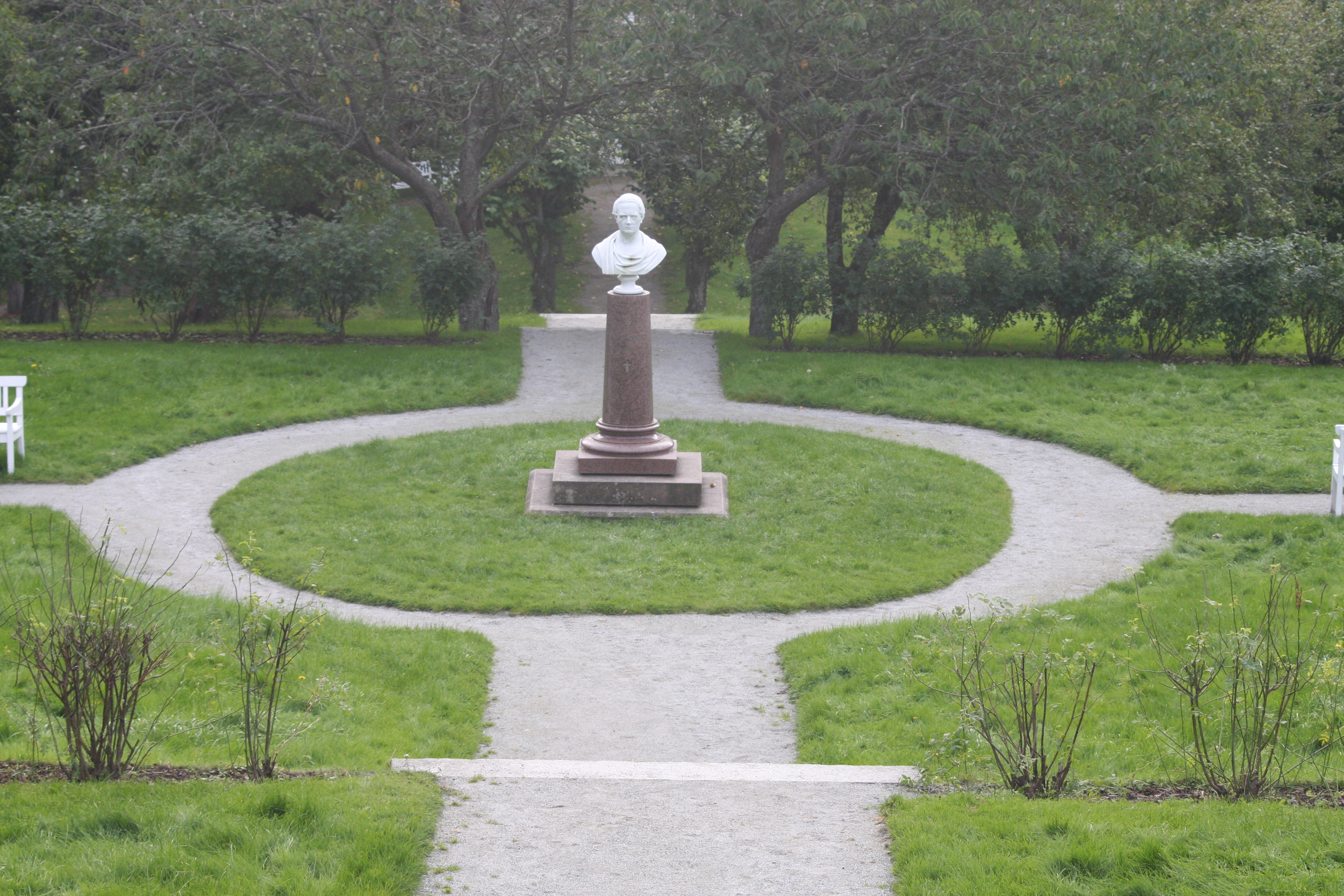
Motiv från barockträdgården.

Herrgården omges av en stor  trädgårdsanläggning som delvis syns på 
Jacob Konincks målning av Fredrikshald (Halden) från 1699. Barockträdgården byggdes ut med terrasser, dammar, alléer och ett elegant lusthus på 1700-talet. Runt om barockträdgården finns en engelsk park med slingrande gångar med utsikt över Idefjorden, björngrotta, eremithydda, kanonbatteri och familjegrav. Prins Karl Augusts inskription C A Norges Ven och en krona har huggits in i berget. Den skrevs 7 januari 1810, dagen innan han reste till Sverige som svensk 
kronprins.